# Santiago Este
Santiago Este ist ein Corregimiento des Bezirks Santiago in der Provinz Veraguas in Panama. Bei der Volkszählung im Jahr 2023 hatte es 1449 Einwohner. Das Corregimiento erstreckt sich über eine Fläche von 28,6 km².
Das Corregimiento wurde durch Gesetz Nr. 68 vom 30. Oktober 2017 geschaffen.

## Orte
Im Corregimiento Santiago Este befinden sich folgende Orte:
- Calacucha o Caracucho
- Cañazas Abajo
- Corita
- Jorón
- La Huaca